# Liparis assamica
Liparis assamica är en orkidéart som beskrevs av George King och Robert Pantling. Liparis assamica ingår i släktet gulyxnen, och familjen orkidéer. Inga underarter finns listade i Catalogue of Life.